# 지구마을
지구마을(Global Village)은 경기도 용인시 처인구 포곡읍 전대리 199에 위치한 에버랜드의 매직랜드에 있던 다크라이드다. 당시 '미스테리 맨션(現.슈팅! 고스트)'과 함께 에버랜드 다크라이드의 양축을 담당하기도 했다.
디즈니랜드의 다크라이드인 잇츠 어 스몰 월드를 차용한 부분이 많은 다크라이드이기도 하다. 그래서 해외에서는 단순히 잇츠 어 스몰 월드를 조잡하게 흉내낸 정도로 여겨지기도 했지만 한국에선 여전히 오랫동안 인기 시설로 사랑받고 기억되고 있다. 오히려 한국인들은 지구마을의 원조격인 잇츠 어 스몰 월드의 존재를 몰랐던 경우가 많은 편이다.

## 연혁
1985년 10월 1일부터 2015년 9월 6일까지 30년간 운행돼온 국내 최초의 다크라이드로, 폐장되기 전까지 국내에서 가장 유명한 다크라이드였다.
지구마을 개장 당시의 시절은 아직 대다수의 국민들이 해외여행을 떠나기 어려웠던 시절이었으며, 특별한 목적이 아닌 한 단순한 목적의 해외여행이 규제되던 시절이었는데, 그러한 때에 10분 내에 전세계를 둘러다볼 수 있는 컨셉의 놀이기구인 지구마을이 해외여행을 떠날 수 없던 이들에게 큰 대리만족을 안겨다주었다. 거기다가 상술했듯 국내에서 가장 첫 선을 보인 다크라이드인 점도 한몫 했다.
개장 후 지구마을은 관람객들에게 상당한 인기를 끌었다. 해외여행이 자유롭지 못했던 1980년대에 보트를 타고 전세계를 둘러본단 컨셉의 놀이기구가 제대로 히트를 친 것. 이후 지구마을은 자연농원(現.에버랜드)의 상징이라 칭할 정도로 큰 인기를 끌었는데, 우주관람차와 더불어 대표적인 가족 놀이기구이자 국민 놀이기구로 꼽히기도 했다. 심지어는 당시 국민학교의 학예회에서도 어린이들이 지구마을 노래를 선곡해서 부르기도 했을 정도다. 지구마을이 대성공을 거두자 롯데월드에서도 이에 질세라 다양한 대규모 다크라이드를 연거푸 짓기 시작했으며, 이는 훗날 롯데월드가 국내에서 다크라이드에 가장 특화된 테마파크가 된 계기가 되고, 1996년 3월 25일에 공원의 이름이 '자연농원'에서 '에버랜드'로 바뀐 후에도 그만큼 뛰어난 인기를 누린 만큼 지구마을의 명성은 계속되어왔다.
그러나, 시간이 지나면서 시설이 노후화되며 지구마을이 가동될 때마다 안에 있는 애니매트로닉스들이 자주 고장나기 시작했고, 고장 때문인지 폐장 직전까지 애니매트로닉스들 중 일부는 가동이 정지된 채로 운행된 적도 많았다. 거기에 더해 T 익스프레스나 렛츠 트위스트 같은 스릴 어트랙션들이 개장하면서 지구마을의 인기는 서서히 줄어들다가, 2000년대 후반부터는 줄이 아예 없는 때가 있을 만큼 인기 없는 놀이기구가 된 적도 있다.
그래도 퍼레이드 전후로는 여전히 줄이 길었고, 가족과 커플 단위의 관람객들에게 큰 인기를 끌고 있던 놀이기구였던지라 에버랜드 측에서는 지구마을을 조금씩 보수해가며 운행해왔다. 공원의 이름이 '에버랜드'로 개명된 지 얼마 안 된 1998년에 외벽 도색 및 내부 인형과 조형물 대거 교체, 2002~2003년에 주제곡 반주곡과 각국의 분위기에 맞는 효과음 추가 등의 리뉴얼 작업이 이루어졌으며, 이를 통해 지구마을이 가동됐을 동안 여러 가지 크고 작은 보수 작업이 이루어졌음을 알 수 있다.

## 테마곡
지구마을 테마송(1985~2015)
세계를 돌고 돌면 별처럼 많은 형제
알고 보면 우리는 지구마을 한 가족
어제 별은 조상 별, 오늘 별은 가족 별,
내일 별은 자손 별, 대대 손손 밝은 별
세계를 돌고 돌면 별처럼 많은 형제
알고 보면 우리는 지구마을 한 가족

## 폐장 후
2015년이 되면서 에버랜드 측에서는 에버랜드 40주년을 기념하기 위해 판다월드의 개장과 함께 후룸라이드와 지구마을을 리뉴얼하고 독수리 요새 자리에 아쿠아리움 등이 구비된 대규모 호텔을 짓는 아주 방대한 계획을 세웠다. 하지만 이러한 계획과 다르게 결과적으로는 후룸라이드 리뉴얼과 판다월드 개장만 실현되었고, 지구마을은 예산 부족으로 인해 재개장이 최종적으로 무산되어 철거되었으며, 호텔 건설 계획 역시 흐지부지 무산되었다.
지구마을이 철거되자 그 여파는 그야말로 엄청났다. 근 30년 가까이 국민 놀이기구로써 식을 줄 모를 인기를 끌었던 놀이기구를 철거한 결정에 대해 사람들의 항의가 많이 일었기 때문. 거기에 더해 이전에도 에버랜드 측에서는 또다른 인기 어트랙션이었던 독수리 요새를 일방적으로 리뉴얼도 없이 철거한 마당에 에버랜드를 자주 찾던 사람들의 반발은 더욱 클 수밖에 없었다. 지구마을의 철거 소식이 뒤늦게 알려지면서 지구마을에 대한 관심이 대폭 늘어나기까지 했을 정도였으며, 지구마을의 폐장 원인에 대해 2012년 5월에 일어난 외벽 화재 사건(후술), 상술한 판다월드 개장으로 인한 막대한 비용 문제 등 다양한 루머가 퍼지기도 했다.
지구마을은 상술했듯 거의 30년 동안 많은 사랑을 받아왔기 때문에 지금도 지구마을의 재개장을 바라는 사람들도 있지만, 다크라이드 특유의 높은 건설 비용과, 재개장 이후에도 첫 개장 당시처럼 흥행할 수 있을지 보장할 수 없는 문제가 있기 때문에 지구마을이 재개장할 가능성은 매우 희박하다. 후자의 경우 1980년대와 다르게 21세기는 해외여행도 자유롭기 때문에 지구마을이 인기를 끌었던 세계여행이라는 컨셉도 오늘날엔 인기를 끌 수 있을지 의문이고 상기한 잇츠 어 스몰 월드의 표절 관련 문제도 있다.
지구마을이 철거된 이후 현재 그 자리는 클래식 음악밖에 나오지 않는 뮤직가든이란 정원으로 바뀌어 있고, 에버랜드에 남은 다크라이드는 '슈팅! 고스트(舊.미스테리 맨션)' 단 하나뿐이다.

## 사건사고
2012년 5월 6일, 직원이 산에서 피운 담뱃재로 인해 지구마을의 외벽에 화재가 발생하였다. 다행히 불은 기구 안까지 번지지 않았고 인명피해도 발생하지 않았지만, 철거 이후 이 화재가 지구마을의 철거 원인이라는 루머가 돌기도 했다.